# بث لاسلكي

هوائي إذاعة في شتوتغارت

الإذاعة أو البث (بالإنجليزية: Broadcasting) هي توزيع محتوى مرئي و/أو مسموع على حشد متناثر من الناس عبر أي وسيط للإتصال بالجماهير مسموع و/أو مرئي، ولكن في العادة يتم ذلك عن طريق وسيط يقوم على استخدام الموجات الكهرومغناطيسية (موجات الراديو). وقد يشمل الطرف المتلقي للمحتوى المذاع عامة الجماهير أو قطاع عريض نسبيًا منهم. وقد تم استخدام الإذاعة في الأغراض التجارية مثل محطات الإذاعة أو التلفاز واسعة الانتشار التي تعرض الإعلانات. كما تم استخدامها أيضاً لأغراض التسلية الخاصة وتبادل الرسائل بطريقة غير تجارية والتجريب العلمى والتدريب الذاتي وللاتصال بالناس في حالات الطوارئ مثلما تستخدم من قبل محبي هواية الراديو (بالإنجليزية: amateur radio) وتلفاز الهواة (ATV) (بالإنجليزية: amateur television).

## نبذة تاريخية
استخدم المصطلح broadcast في الإنجليزية - ويعنى حرفياً «البث الواسع أو الرحب» في اللغة العربية - لأول مرة من قبل مهندسي الإذاعة الأوائل في منطقة الغرب الأوسط الأمريكي، وهو مستعار من مصطلح شائع في الزراعة هناك يقصد به «بث البذور بالنثر اليدوى» (broadcast sowing) لتوصيف الانتثار الملازم لـلإشارات الإذاعية في جميع الجهات. البث الإذاعي هو جزء كبير جداً وبالغ الأهمية من وسائل الإعلام الجماهيرية.
كان البث كله في البداية يتألف من إشارات تماثلية يتم بثها باستخدام تقنيات الإرسال التماثلي، ومؤخرًا تحولت الهيئات الإذاعية إلى الإشارات الرقمية باستخدام الإرسال الرقمي.
- الصوت التماثلى مقابل الصوت عالي الوضوح
- التلفزة التماثلية مقابل التلفزة الرقمية
- الاتصال اللاسلكي

على مستوى العالم، تضاعفت القدرة التكنولوجية على استقبال المعلومات من خلال شبكات الإذاعة أحادية الاتجاه لأكثر من أربعة أضعاف خلال العقدين من 1986 إلى 2007 من 432 إكسابايت من المعلومات (والتي تم ضغطها بشكل مثالي) لتصل إلى 1.9 زيتابايت. بشكل تقريبي للقارئ، هذا الكم من المعلومات يعادل 55 جريدة للفرد الواحد في اليوم في عام 1986 و 175 جريدة للفرد الواحد في اليوم في عام 2007.

## أنواع الإذاعة الإلكترونية
على مر التاريخ، تم اختراع أنواع عدة من الإذاعات التي اعتمدت على الوسائط الإلكترونية ومنها:
- «البث الهاتفي» (بالإنجليزية: Telephone broadcasting) أو الإذاعة عبر الهاتف (1881-1932): وهي أول صور الإذاعة الإلكترونية (ولا تدخل فيها خدمات إرسال البيانات التي كانت توفرها شركات التلغراف العاملة في البورصة في عام 1867 إذا تم استثناء «شريط المبرقة الكاتبة» من هذا التوصيف). وقد بدأت الإذاعة عبر الهاتف في الأنتشار بظهور أنظمة الثيتروفون أو (الهاتف المسرحي) وهي أنظمة لتوزيع المحتوى السمعى تعتمد على الهاتف وتتيح للمشاركين متعة الاستماع لعروض الأوبرا والمسرح مباشرة عبر خطوط الهاتف.و فد ابتكرها المخترع الفرنسي كليمان آدر (Clément Ader) في عام 1881. وتطورت الإذاعة الهاتفية لتتضمن خدمات جريدة الهاتف التي تم تقديمها للجمهور في التسعينيات من القرن التاسع عشر وكانت تذيع برامج للأخبار والترفيه وفي البداية تقع في كبريات المدن الأوروبية. تلك الخدمات المقدمة للجمهور بالاشتراك التي اعتمدت على الهاتف كانت من النماذج أولى للإذاعة الكهربية/الإلكترونية التي وفّرت للمشتركين مجموعة متنوعة من البرامج الإذاعية.
- البث الإذاعى أو الإذاعة السمعية (بالإنجليزية: Radio broadcasting) (بدأت تجريبيًا في 1906، وتجاريًا من 1920): البث الإذاعى هي خدمات إذاعة سمعية (صوتية)، تبث في الهواء كموجات راديو من جهاز إرسال إلى هوائي ومن ثم إلى جهاز استقبال. المحطات يمكن أن يتم ربطها في شبكات إذاعية لبث برامج إذاعية مشتركة، ويمكن أن يتم بث تلك البرامج للجمهور سواء عن طريق البيع لحق البث أو البث في نفس التوقيت أو القنوات الفرعية.
- بدأ البث التجريبى للتلفزيون أو البث المتلفز (بالإنجليزية: telecast) في الظهور عام 1925، بينما دخل التلفزيون في المجال التجارى مع بداية الثلاثينيات من القرن العشرين: وكان قد طال انتظار جماهير العامة لذاك الوسيط للبرمجة المتلفزة الذي ازدهر سريعاً لينافس البث الإذاعى الأقدم والقريب منه في التوصيف.
- في الولايات المتحدة، بدأ اتتشار الإذاعة السلكية أو الإذاعة الكبلية (بالإنجليزية: Cable radio وتُسمى أيضًا "Cable FM"، منذ عام 1928) و (التلفزة السلكية أو التلفزة الكبلية (بالإنجليزية: cable television)، منذ عام 1932): وفيهما يتم توزيع المحتوى الإعلامى عن طريق كبل محوري (بالإنجليزية: coaxial cable) والذي يستخدم في الأساس كوسيط ناقل للبرمجة التقليدية التي تنتجتها محطات الإذاعة أو محطات التلفزيون على حد سواء، والتي تقوم بانتاج برامج أو برمجيات مكرسة خصيصاً للنقل عن طريق الكبل المحورى بشكل محدود. يجدر بالذكر أن ذلك الوسيط الاعلامى لم ينتشر في البلاد العربية بشكل واسع.
- البث الفضائي المباشر والمعروف أيضاً ب«البث المباشر عبر الأقمار الصناعية» (بالإنجليزية: "Direct broadcast satellite "DBS) وهي تعنى حرفياً بالعربية أقمار البث المباشر الصناعية أو«ساتل البث المباشر» وقد بدأ هذا النوع من البث في الانتشار في العالم من حوالى عام 1974، كما بدأت الإذاعة الفضائية (بالإنجليزية: Satellite radio) في الانتشار من حوالى عام 1990: وهو بث للبرمجيات موجه «مباشرة إلى البيوت» - وذلك بالمقارنة مع لزوم وجود روابط خاصة بشبكة الاستديو، أو بكلمات أوضح، لزوم «محطات» للإرسال (بالإنجليزية: uplink) والاستقبال (بالإنجليزية: downlink) من وإلى البيوت في تشغيل الأقمار الصناعية أو «سواتل» الاتصالات الأخرى - وهذا نوع من البث يسمح بنقل مزيج من البرمجيات الإذاعية (السمعية) أو المتلفزة التقليدية أو كليهما بالإضافة إلى البرمجة المكرسة خصيصاً للإذاعة الفضائية. (طالع أيضاً: التلفزة الفضائية بالإنجليزية: Satellite television)
- البث الشبكى - والمعروف أيضاً بالبث عبر الإنترنت - (بالإنجليزية: Webcast) لسيل المحتويات المرئية/المتلفزة (و قد بدأ هذا النوع من البث («تلفزة الإنترنت بالإنجليزية: Internet television») في الانتشار من حوالى عام 1993) ولسيل المحتويات المسموعة/الإذاعية (و قد بدأ في الانتشار من حوالى عام 1994): وهذا نوع من البث يسمح بنقل مزيج من برمجيات محطات الإذاعة (السمعية) أو التلفزيون التقليدية بالإضافة إلى البرمجة المكرسة خصيصاً للإذاعة عبر الإنترنت («إذاعة الإنترنت بالإنجليزية: Internet radio»).

## النماذج الاقتصادية
اقتصاديًا، هناك عدد قليل من الطرق التي يمكن للمحطات استخدامها كي تتمكن من البث باستمرار. وتختلف كل منها من ناحية الطرق التي تمول بها المحطات:
- التبرعات العينية بوقت ومهارات المتطوعين (وتشيع هذه الطريقة مع هيئات الإذاعات المحلية)
- المدفوعات الحكومية المباشرة أو تشغيل هيئات الإذاعة العامة
- المدفوعات الحكومية غير المباشرة، مثل تراخيص التلفاز والإذاعة
- المنح المقدمة من المنظمات أو هيئات الأعمال التجارية
- بيع الإعلانات أو الرعاية التجارية
- الاشتراك العام أو العضوية

قد تعتمد محطات البث على مزيج من نماذج الأعمال تلك؛ فعلى سبيل المثال، تحصل الإذاعة الوطنية العامة (NPR)، وهي إذاعة عامة تعليمية غير تجارية (NCE) المنحمن شركة الإذاعة العامة (CPB) (والتي تتلقى بدورها تمويلاً من حكومة الولايات المتحدة) عن طريق العضوية العامة وبيع «الائتمانات طويلة الأجل» إلى الشركات.

### اكتتاب الدعاية مقابل الإعلانات التجارية
على العكس من البث التجاري، لا تقدم الإذاعة الوطنية العامة إعلانات تجارية إذاعية أو إعلانات تجارية تلفازية. وإنما تعرض أقوال مختصرة لمتبرعيها الأساسيين يطلق عليها دعاية الاكتتاب وعلى العكس من الإعلانات التجارية فهي تحدد بقيود لجنة الاتصالات الفيدرالية فضلاً عن حقيقة قوانين الإعلان حيث لا يمكنها دعم منتج ما أو أن تحتوي على أية «دعوة للعمل»

## الإذاعات المسجلة والإذاعات المباشرة

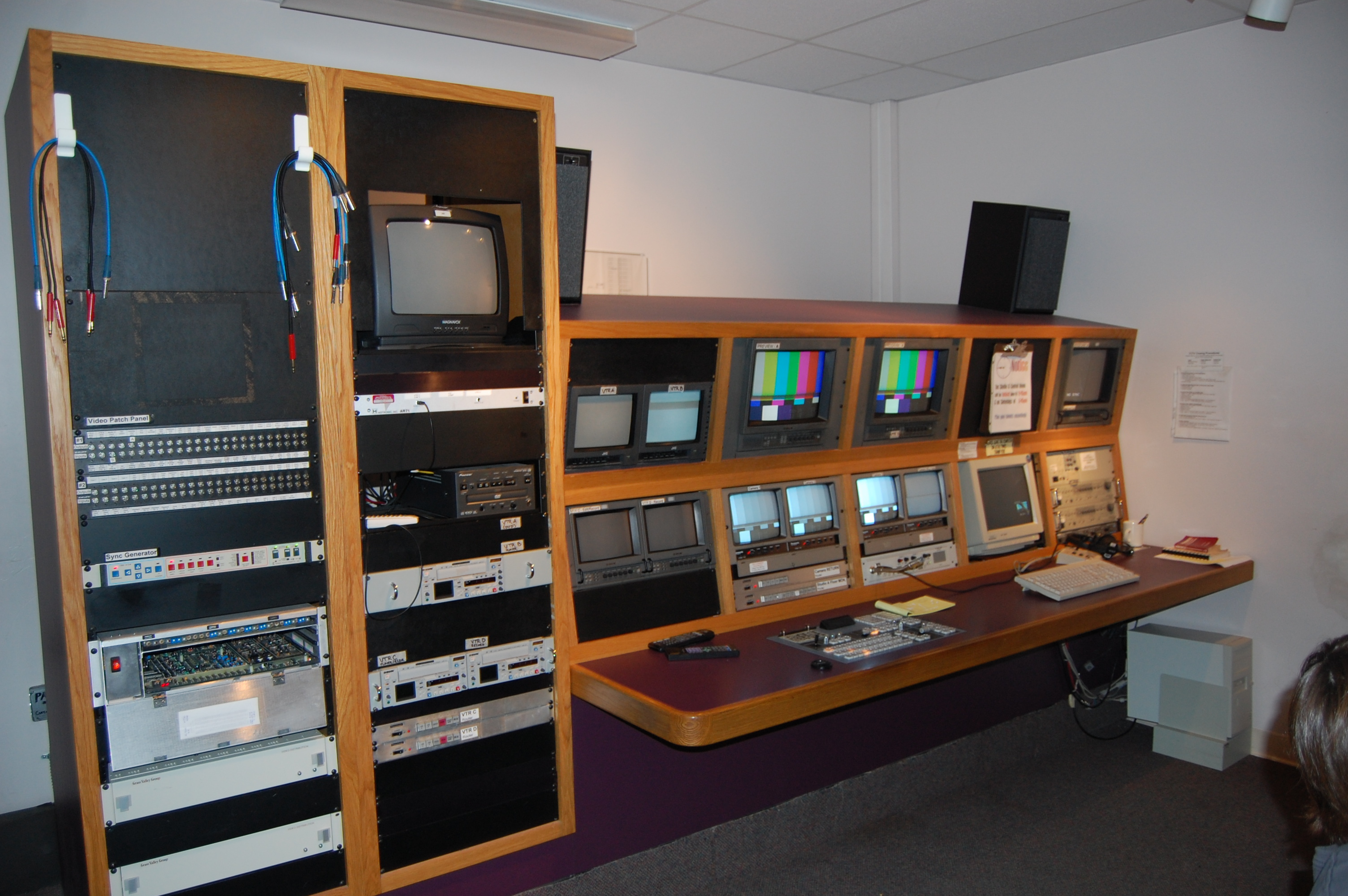
غرفة التحكم في الإنتاجالخاصة بـ استوديو تلفازي في أولمبيا، واشنطن، في أغسطس 2008.

بدأت عمليات البث التلفازي المعتادة الأولى في عام 1937. ويمكن تصنيف عمليات البث كـ «مسجل» و«مباشر». بحيث يتيح النوع الأول إمكانية تصحيح الأخطاء وإزالة المواد غير اللازمة أو غير المرغوب فيها وإعادة ترتيبها مع تطبيق الحركة البطيئة والتكرارات وغير ذلك من الأساليب التي تدعم البرنامج. ورغم ذلك يمكن أيضًا اشتمال بعض الأحداث المباشرة مثل التلفاز الرياضي على بعض المجالات بما يتضمن المقاطع بطيئة الحركة للأهداف/الضربات إلخ، متخللاً البث التلفازي لـ التلفزيون المباشر.
أنهت إذاعات شبكات الإذاعة الأمريكية بصورة اعتيادية عمليات البث قبل التسجيل في الثلاثينات والأربعينات من القرن العشرين طالبة أن تكرر برامج المذياع التي جرى تشغيلها في المناطق الزمنية الواقعة في الشرق والوسط بعد ثلاث ساعات من المنطقة الزمنية للمحيط الهادئ (انظر: تأثيرات التوقيت على البث الإذاعي بأمريكا الشمالية). وقد أسقط هذا القيد في مناسبات خاصة مثلما هو الحال مع هيندنبرغ السفينة الهوائية الألمانية في ليكهارست، نيوجيرسي، نيوجيرسي، في 1937. وقد سمح أيضًا بعمليات البث الإذاعي قبل التسجيل من مراسلي الحرب على الإذاعة الأمريكية أثناء الحرب العالمية الثانية. وكانت تسجل برامج الإذاعة الأمريكية لإعادة التشغيل من قِبل محطات راديو إذاعة القوات المسلحة حول العالم.
تتمثل إحدى عيوب عملية التسجيل أولاً في احتمالية معرفة العامة بنتيجة حدث ما من مصدر آخر؛ الأمر الذي يعد «حرق الحدث الإعلامي». أيضًا يمنع التسجيل قبل البث مقدمي الإذاعة المباشرة من الانحراف عن النص المعتمد رسميًا كما حدث مع إذاعات الدعاية من ألمانيا في أربعينيات القرن العشرين وأيضًا مع صوت روسيا في ثمانينات القرن العشرين.
كثيرًا ما يعلن عن أحداث على أنها مباشرة البث على الرغم من أنها غالبًا ما تكون " مباشرة مسجلة" (أحيانًا يطلق عليها تلفاز مباشر-إلى-شريط الفيديو"). ويصح ذلك خاصة مع العروض الموسيقية للفنانين عندما يقومون بتقديم عرض موسيقي. وتحدث مواقف مشابهة في الإنتاج التلفازي ("عرض كوسبي حيث سُجل العرض أمام جمهوراستوديو تلفاز مباشر") ونشرة الأخبار.
وقد يكون توزيع البث من خلال وسائل مادية عديدة. فإذا جاء البث مباشرة من استوديو المذياع في محطة واحدة أو محطة تلفاز، فإنها تُرسل ببساطة من خلال رابط الاستوديو/المرسل إلى المرسل ومن ثم من هوائيات أجهزة التلفاز الواقعة في أعمدة إشارة الراديو وأبراجها إلى العالم. وقد تأتي البرامج أيضًا من خلال قمر صناعي للاتصالات، ويتم التشغيل إما بالبث الحي أو تسجيلها للإرسال في وقت لاحق. ويمكن لشبكات المحطات إذاعة البرنامج ذاته في الوقت ذاته، وقديمًا كانت تتم عبر وصلة الموجات الدقيقة، أما الآن فعادة ما تتم عن طريق القمر الصناعي.
ومن الممكن أيضًا أن يتم التوزيع على المحطات والشبكات من خلال الوسائط المادية، مثل الشريط المغناطيسي، والقرص المضغوط (القرص المضغوط)، ودي في دي ووسائل أخرى في بعض الأوقات. وعادة ما تُضمن هذه الوسائط في عمليات بث أخرى، مثل جمع الأخبار الإلكترونية (ENG) ويرجع الأمر إلى المحطة لإدراجها في برنامج الأخبار.
المرحلة الأخيرة في توزيع البث هي كيفية حصول المستمع أو المشاهد على إشارة. فقد تأتي الإشارة عبر الهواء كما هو الحال مع إذاعة المذياع أو محطة التلفاز لـهوائي ومستقبل المذياع، أو قد تأتي من خلال كابل تلفاز  أو كابل مذياع (أو «كابل لاسلكي») عبر المحطة أو تأتي مباشرة من الشبكة. وقد يجلب الإنترنت أيضًا إما مذياع إنترنت أو تلفاز البث الحي إلى المتلقي، لاسيما مع البث المتعدد الذي يسمح بمشاركة الإشارة ومعدل نقل البيانات.
وغالبًا ما يُستخدم مصطلح «شبكة البث» لتمييز الشبكات التي تبث إشارات التلفاز عبر الهواء ويمكن استقبالها باستخدام توليف (تلفاز) داخل جهاز التلفاز مع هوائيات أجهزة التلفاز من الشبكات التي تبث فقط عبر كابل التلفاز (بث) أو تلفاز فضائي يستخدم طبق الأقمار الصناعية. قد يرجع مصطلح «التلفاز المذاع» إلى برامج تلفاز هذه الشبكات.

## الأثر الاجتماعي

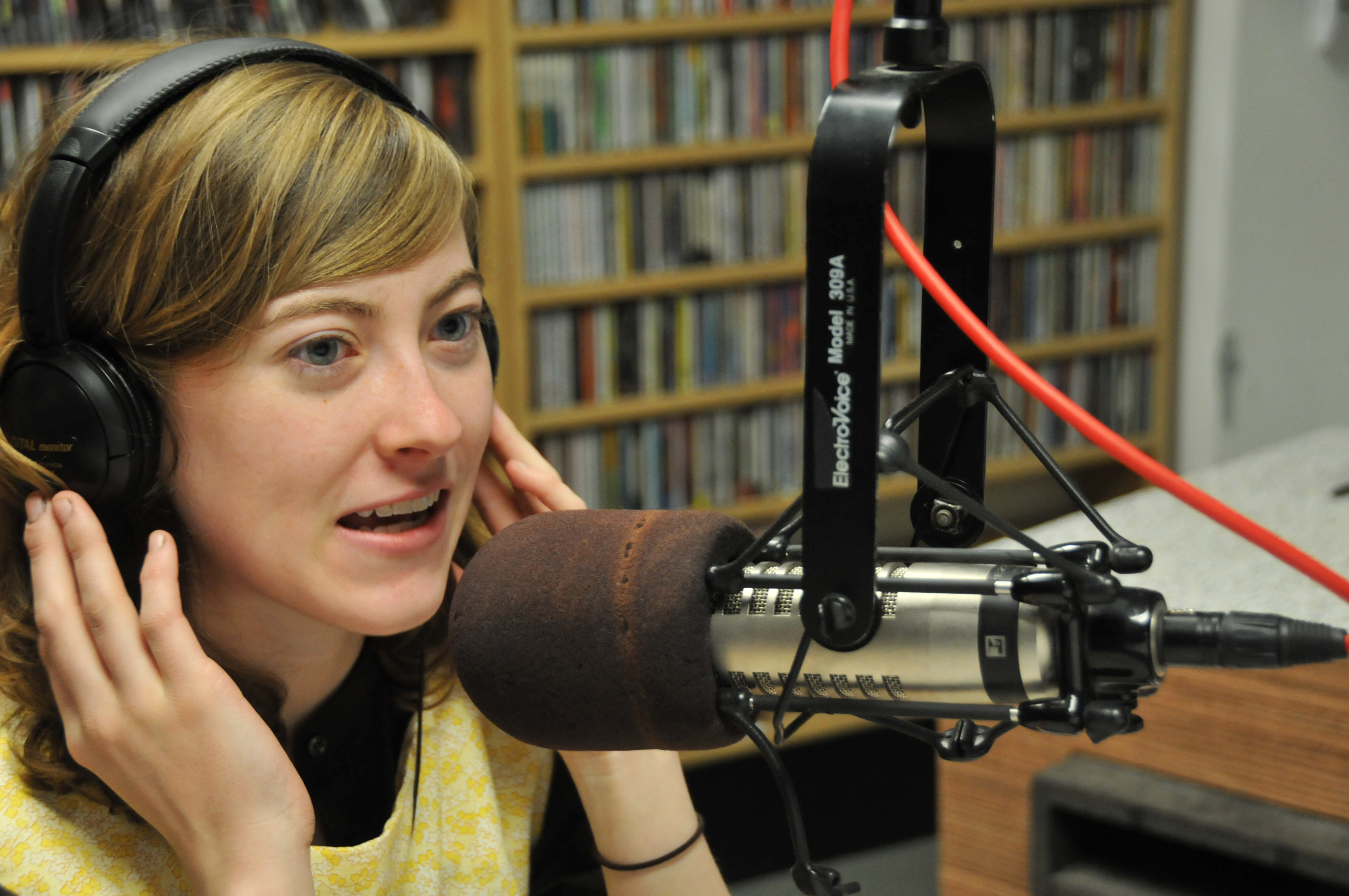
محطة المذياع استوديو رابطة اتحاد النساء العاملات، جامعة تولين، نيو أورليانز

يسمى تسلسل المحتوى في عملية البث جدولاً زمنيًا. وكما هو الحال مع جميع الجهود التكنولوجية، طُور عدد من المصطلحات التقنية والعامية. ويمكن الاطلاع على هذه المصطلحات في قائمة مصطلحات البث. تُوزع برامج التلفاز والمذياع من خلال بث المذياع أو الكابل، وغالبًا ما يحدث الاثنين في الوقت ذاته. وعن طريق إشارات التشفير ووجود صندوق محول الكابل مع أجهزة فك التشفير في المنازل، ويُمكِّن الأخير من متابعة القنوات القائمة على الاشتراك، خدمات بث التلفاز المدفوع ودفع مقابل المشاهدة.
كتب جون دورهام بيترز (John Durham Peters) في مقاله أن الاتصال أداة تستخدم للنشر. وذكر دورهام أن فكرة «النشر هي التأثير العملي في بعض الأحيان لمساعدتنا على معالجة القضايا الأساسية مثل التفاعل والحضور والمكان والوقت...مدرجة في جدول الأعمال لأي نظرية اتصال في المستقبل على وجه العموم» (دورهام، 211). وتركز عملية النشر على الرسالة التي نُقلت من مصدر رئيسي واحد لـجمهور واحد كبير دون تبادل للحوار بينهما. وهناك فرصة للرسالة أن يضاف تعديلات عليها أو أن تُفسد بمجرد التصريح بها من قبل المصدر الرئيسي. حقيقة لا سبيل لتحديد كيفية حشد أكبر سكان أو جمهور ليستوعب الرسالة. فقد يختار الجمهور أن يسمع أو يحلل أو يتجاهل الأمر ببساطة. يُستخدم النشر في عمليات الاتصال على نطاق واسع في عالم الإذاعة.
تركز الإذاعة على طرح رسالة واحدة لتصل إلى الرأي العام لتُعطي الأثر المرجو عندهم من هذه الرسالة. وذكر دورهام أيضًا أن الإذاعة تُستخدم لمعالجة المقاصد غير المحددة (دورهام، 212). يوجد العديد من أشكال الإذاعة، لكنها جميعًا تهدف إلى توزيع الإشارة التي ستصل إلى الجمهور المستهدف. تستطيع الإذاعة ترتيب الجماهير في التجميعات بكاملها (دورهام، 213).
وفيما يتعلق بإذاعة الإعلام، فإن برنامج الإذاعة قادر على تجميع عدد من المتابعين الذين اعتادوا كل يوم على أن يستمعوا إلى دي جي محدد. يتبع مقدم الأغاني المسجلة مخطوط بشأن البرنامج الإذاعي وفقط يتحدث في الميكروفون. لا يتوقع مقدم أو مقدمة الأغاني المسجلة تعقيبات في الحال من المستمعين. تُبث الرسالة عبر الموجات الهوائية في المجتمع، لكن دائمًا لا يستجيب المستمعون في الحال، ولا سيما منذ أن سجلت بعض البرامج الإذاعية قبل الوقت الفعلي للبث.

## قائمة جهات البث على الهواء (الغرب)
المملكة المتحدة
- بي بي سي
- التليفزيون المستقل
- القناة الرابعة البريطانية
- القناة الخامسة البريطانية
- سكاي المملكة المتحدة

أيرلندا
- سكاي أيرلندا
- محطة الإذاعة والتلفزيون بأيرلندا
- تي في 3
- دي سي تي في
- محطة كورك المحلية

الولايات المتحدة الأمريكية
- ABC
- هيئة الإذاعة الوطنية
- سي بي إس
- بي بي إس
- فوكس
- سي دبليو
- الإذاعة الوطنية العامة

كندا
- سي بي سي
- سي تي في
- العالمية

جنوب أفريقيا
- تليفزيون كيب تاون
- تليفزيون البث الفضائي الرقمي "دي إس تي في"
- سي إبه بي سي
- تليفزيون البث الفضائي الأفريقي "إيه إس تي في"

أستراليا
- إيه بي سي
- إس بي إس
- الشبكة التاسعة
- الشبكة السابعة
- الشبكة العاشرة
- فوكستل
- شبكة الإذاعة الأسترالية

نيوزيلاندا
- تي في إن زد
- إذاعة نيوزيلاندا
- شبكة الإذاعة